# Državna granica
Državna granica je zamišljena crta koja omeđuje državno područje jedne države. Gotovo sve su utvrđene međudržavnim dogovorima, a poneka je određena uz pomoć suda. Obilježene su kamenjem i stupovima, a u novije vrijeme prometnim znakovima.
Kao granica uzima se često lanac najviših planinskih vrhova, razvođe dviju rijeka, geometrijska sredina rijeke (uglavnom plovne), njezin najdubljim tok ili matica. Što se tiče voda, svakoj državi pripada jedan dio obale, ili je jedan dio slobodan. 
Na moru se državna granica poklapa s vanjskom granicom teritorijalnog mora.
U unutrašnjosti Zemlje seže do njenog središta.

### Carinska unija
Carinska unija označava nepostojanje pregleda pri prelasku državne granice. To uglavnom dijele manje državice s većom (npr. Lihtenštajn sa Švicarskom), a u Europskoj uniji širi se ideja carinske unije svih država Europe. Takva je ideja nastala osamdesetih godina dvadesetog stoljeća (Schengenski sporazum).